# キラキラkawaii! プリキュア大集合♪
- プリキュアシリーズ > プリキュアオールスターズ
  - 映画 プリキュアオールスターズDX みんなともだちっ☆奇跡の全員大集合! > キラキラkawaii! プリキュア大集合♪
  - 映画 プリキュアオールスターズDX2 希望の光☆レインボージュエルを守れ! > キラキラkawaii! プリキュア大集合♪
  - 映画 プリキュアオールスターズDX3 未来にとどけ! 世界をつなぐ☆虹色の花 > キラキラkawaii! プリキュア大集合♪

「キラキラkawaii! プリキュア大集合♪」（キラキラカワイイ! プリキュアだいしゅうごう♪）は、東映アニメーション製作のテレビアニメシリーズ『プリキュアシリーズ』の劇場版クロスオーバー作品・『プリキュアオールスターズDX』シリーズの主題歌曲。2009年から2011年にかけて3作の作品で用いられ、これに併せてシングルCDもリリースされている。本記事では表題曲および同曲が収録されたCDとそれに同時収録されたカップリング曲のエンディングテーマについても詳述する。

## 概要
2009年3月に上映された『映画 プリキュアオールスターズDX みんなともだちっ☆奇跡の全員大集合!』のオープニングテーマとして制作された楽曲。その後新作が作られるのに合わせて、その年の新作テレビシリーズのタイトルを織り込んだ形で歌詞が修正され、曲もアレンジされ直している。

## リリース一覧

### キラキラkawaii! プリキュア大集合♪/プリキュア、奇跡デラックス
「キラキラkawaii! プリキュア大集合♪/プリキュア、奇跡デラックス」（キラキラカワイイ! プリキュアだいしゅうごう♪/プリキュア、きせきデラックス）は、2009年3月公開の『映画 プリキュアオールスターズDX みんなともだちっ☆奇跡の全員大集合!』の主題歌が収録されたシングル。2009年3月18日にマーベラスエンターテイメントから発売された。

#### 収録曲
1. キラキラkawaii! プリキュア大集合♪
歌：五條真由美 with キュア・デラックス（うちやえゆか、工藤真由、宮本佳那子、茂家瑞季、林桃子）
作詞：青木久美子、作曲：小杉保夫、編曲：大石憲一郎
東映系アニメ映画『映画 プリキュアオールスターズDX みんなともだちっ☆奇跡の全員大集合!』オープニングテーマ
ABCラジオ『吉田仁美のプリキュアラジオ キュアキュア♡プリティ』2014年9月エンディングテーマ
メインボーカルを『ふたりはプリキュア』シリーズのオープニングテーマなどを担当した五條真由美が担当、コーラスはこの年に開始した『フレッシュプリキュア!』までの主題歌担当歌手が務める。
2. プリキュア、奇跡デラックス
歌：工藤真由 with キュア・デラックス（五條真由美、うちやえゆか、宮本佳那子、茂家瑞季、林桃子）
作詞：只野菜摘、作曲：岩崎貴文、編曲：大石憲一郎
東映系アニメ映画『映画 プリキュアオールスターズDX みんなともだちっ☆奇跡の全員大集合!』エンディングテーマ
メインボーカルを五條に代わり『Yes!プリキュア5』シリーズのオープニングテーマを担当した工藤真由が担当。
3. キラキラkawaii! プリキュア大集合♪（カラオケ）
4. プリキュア、奇跡デラックス（カラオケ）

### キラキラkawaii! プリキュア大集合♪〜キボウの光〜/17jewels 〜プリキュアメドレー2010〜
「キラキラkawaii! プリキュア大集合♪〜キボウの光〜/17jewels 〜プリキュアメドレー2010〜」（キラキラカワイイ! プリキュアだいしゅうごう♪〜キボウのひかり〜/17ジュエルズ 〜プリキュアメドレー2010〜）は、2010年3月公開の『映画 プリキュアオールスターズDX2 希望の光☆レインボージュエルを守れ!』の主題歌が収録されたシングル。2010年3月24日にマーベラスエンターテイメントから発売された。このCDより、CD単独の通常版の他、映像を収録したDVDが付属した「CD+DVD版」が発売されている。

#### 収録曲
CD
1. キラキラkawaii! プリキュア大集合♪〜キボウの光〜
歌：池田彩/コーラス：ヤング・フレッシュ
作詞：青木久美子、作曲：小杉保夫、編曲：大石憲一郎
東映系アニメ映画『映画 プリキュアオールスターズDX2 希望の光☆レインボージュエルを守れ!』オープニングテーマ
歌詞にこの年に開始した『ハートキャッチプリキュア!』を織り込んだバージョン。メインボーカルを同作オープニングテーマ担当歌手の池田彩が担当する。
2. 17jewels 〜プリキュアメドレー2010〜
歌：池田彩＆工藤真由/コーラス：ヤング・フレッシュ
メドレー編曲：大石憲一郎
東映系アニメ映画『映画 プリキュアオールスターズDX2 希望の光☆レインボージュエルを守れ!』エンディングテーマ
『ハートキャッチプリキュア!』までの歴代主題歌のメドレー。メインボーカルは池田に加え、『ハートキャッチプリキュア!』のエンディングテーマを担当する工藤真由が参加。
  1. Alright! ハートキャッチプリキュア!（作詞：六ツ見純代、作曲：高取ヒデアキ、編曲：籠島裕昌、『ハートキャッチプリキュア!』オープニングテーマ）
  2. まかせて★スプラッシュ☆スター★（作詞：青木久美子、作曲：小杉保夫、編曲：家原正樹、『ふたりはプリキュア Splash Star』オープニングテーマ）
  3. Let's!フレッシュプリキュア! 〜Hybrid ver.〜（作詞：六ツ見純代、作曲：高取ヒデアキ、編曲：亀山耕一郎・村田昭、『フレッシュプリキュア!』第2期・第4期オープニングテーマ）
  4. DANZEN! ふたりはプリキュア (Ver. Max Heart)（作詞：青木久美子、作曲：小杉保夫、編曲：佐藤直紀、『ふたりはプリキュア Max Heart』オープニングテーマ）
  5. プリキュア5、フル・スロットルGO GO!（作詞：只野菜摘、作曲：間瀬公司、編曲：家原正樹、『Yes!プリキュア5GoGo!』オープニングテーマ）
  6. Alright! ハートキャッチプリキュア!
  7. キラキラkawaii! プリキュア大集合♪〜キボウの光〜
3. キラキラkawaii! プリキュア大集合♪〜キボウの光〜（オリジナル・カラオケ）
4. 17jewels 〜プリキュアメドレー2010〜（オリジナル・カラオケ）

DVD
1. オープニング・ノンテロップムービー：映画 プリキュアオールスターズDX みんなともだちっ☆奇跡の全員大集合!
2. エンディング・ノンテロップムービー：映画 プリキュアオールスターズDX みんなともだちっ☆奇跡の全員大集合!
3. エンディング・ノンテロップムービー（ショートバージョン）：映画 プリキュアオールスターズDX2 希望の光☆レインボージュエルを守れ!

### キラキラkawaii! プリキュア大集合♪〜いのちの花〜/ありがとうがいっぱい
「キラキラkawaii! プリキュア大集合♪〜いのちの花〜/ありがとうがいっぱい」（キラキラカワイイ! プリキュアだいしゅうごう♪〜いのちのはな〜/ありがとうがいっぱい）は、2011年3月公開の『映画 プリキュアオールスターズDX3 未来にとどけ! 世界をつなぐ☆虹色の花』の主題歌が収録されたシングル。
当初は2011年3月23日に発売予定であったが、東北地方太平洋沖地震の影響で発売が同年4月6日に延期された。

#### 収録曲
CD
1. キラキラkawaii! プリキュア大集合♪〜いのちの花〜
作詞：青木久美子、作曲：小杉保夫、編曲：大石憲一郎、歌：工藤真由/コーラス：五條真由美、うちやえゆか
東映系アニメ映画『映画 プリキュアオールスターズDX3 未来にとどけ! 世界をつなぐ☆虹色の花』オープニングテーマ
歌詞にこの年に開始した『スイートプリキュア♪』を織り込んだバージョン。メインボーカルを同作オープニングテーマ担当歌手の工藤真由が担当、コーラスに五條真由美とうちやえゆかが参加している。
オールスターズ映画次作『映画 プリキュアオールスターズNewStage みらいのともだち』では、「特報」と「予告編」のみに使用されている。また2016年3月公開された最新作『映画 プリキュアオールスターズ みんなで歌う♪奇跡の魔法!』の「特報」にも使用されている。
2022年10月29日・30日に開催された『デリシャスパーティ♡プリキュア』の作品公式イベント『デリシャスパーティ♡プリキュアLIVE2022 Cheers!Delicious LIVE Party♡』にて3公演全て鑑賞した観客限定で、ライブ完走特典として当日に披露された本曲と同作品のオープニング主題歌『Cheers!デリシャスパーティ♡プリキュア』などの音源を収録した台紙付きの「エムカード（ダウンロードカード）」が貰えるサービスが提供された[3]。

1. ありがとうがいっぱい
作詞：青木久美子、作曲：小杉保夫、編曲：塩崎容正、歌：キュア・レインボーズ（五條真由美・うちやえゆか・工藤真由・宮本佳那子・茂家瑞季・林桃子・池田彩）/コーラス：ヤング・フレッシュ
東映系アニメ映画『映画 プリキュアオールスターズDX3 未来にとどけ! 世界をつなぐ☆虹色の花』エンディングテーマ
プリキュアシリーズの歴代主題歌担当歌手7人が揃った楽曲。
2. ありがとうがいっぱい（映画version）
歌：キュア・レインボーズ with プリキュアオールスターズ21
主題歌担当歌手7人に加え、本作出演のプリキュア担当声優21人（本名陽子、ゆかな、田中理恵、樹元オリエ、榎本温子、三瓶由布子、竹内順子、伊瀬茉莉也、永野愛、前田愛、仙台エリ、沖佳苗、喜多村英梨、中川亜紀子、小松由佳、水樹奈々、水沢史絵、桑島法子、久川綾、小清水亜美、折笠富美子）が参加した楽曲。
3. キラキラkawaii! プリキュア大集合♪〜いのちの花〜（オリジナル・カラオケ）
4. ありがとうがいっぱい（オリジナル・カラオケ）

DVD
1. DX オープニング・ノンテロップムービー
2. DX2 オープニング・ノンテロップムービー
3. DX3 スペシャル版ノンテロップムービー

### その他収録CD
各作品のサウンドトラックに「映画version」として収録されているほか、『DX』『DX2』の2作については『プリキュア映画主題歌コレクション』に、『DX3』は『プリキュア映画主題歌コレクション2』に収録されている。